# Uniwersytet Bergamo
Uniwersytet Bergamo (wł. Università degli Studi di Bergamo, UniBg) – włoska publiczna uczelnia wyższa.

## Historia
Uczelnia została założona 11 grudnia 1968 jako Instytut Języków Obcych i Literatury, będący autonomiczną instytucją. Impulsem do jego powstania było zamknięcie kursów językowych przez 
Uniwersytet Bocconiego. Stopniowo poszerzano obszar edukacyjny wychodząc poza studia językowe, w latach 70. i 80 uruchomiono nauczanie przedmiotów ekonomicznych, potem utworzono Wydział Ekonomii i Zarządzania. W 1992 roku instytut przekształcono w uniwersytet państwowy i nadano mu obecną nazwę.  

## Struktura organizacyjna
W skład uczelni wchodzą następujące jednostki organizacyjne:
- Wydział Ekonomii i Zarządzania
- Wydział Studiów Pedagogicznych
- Wydział Inżynierii i Nauk Stosowanych
- Wydział Języków Obcych, Literatury i Studiów Komunikacyjnych
- Wydział Nauk Humanistycznych i Społecznych
- Wydział Prawa
- Wydział Inżynierii Zarządzania, Informacji i Produkcji